# Oknytt

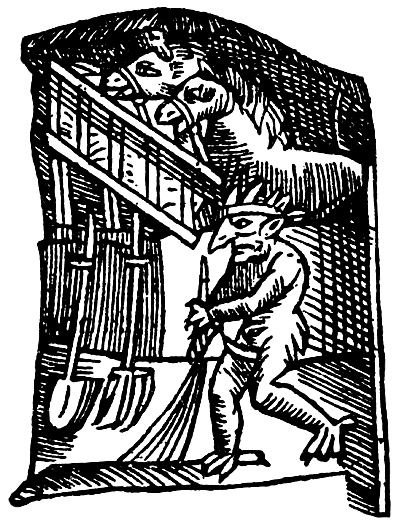
Exempel på oknytt, en gårdstomte från Carta marina.

Oknytt är en sammanfattande benämning på små övernaturliga väsen i skandinavisk folktro. Deras karaktär växlar, men en viss illvilja och lust till rackartyg dominerar. De sägs kunna förtvina och vanära människor om de inte får guld eller tjänster. I den svenska mytologin sägs det att man har hustomtar som hjälper en med sysslorna. Ordet "oknytt" betyder ungefär "främmande" eller "någon utifrån". I äldre dialekter, bland annat uppländska, kallas folk som inte är från den egna byn för "oknyttfolk", alltså "främmande folk".
Ett axplock: Småtroll, dvärgar, tomtegubbar, gårdstomte,  pysslingar, brunnsgubbe, älvor, alver,  Mara, di sma undar jordi, vittra, vättar, skogsrå, huldra, Näcken, Lindorm, myling, lyktgubbar, irrbloss, hamnskiftare, hamadryader med flera.
Ordet "knytt" betyder ungefär "tyst" eller "prydlig", och oknytt kan betyda "farlighet" eller "spökeri". Ordet "oknytt" är belagt i svenska språket sedan 1791.
Bengt af Klintberg och Jan-Öjvind Swahn har rett ut begreppen i varsin bok.
Företeelsen förekommer numera även i positiv form, knytt, i Tove Janssons Vem ska trösta knyttet? och i levande rollspel.